# 拉扎雷瓦茨
拉扎雷瓦茨（發音：[lazareʋat͡s]）是塞爾維亞的一座城市。位於貝爾格萊德的郊區。座標位置是北緯44.22度，東經20.15度。都市的名稱來自于中世紀時的拉扎爾王儲。這裡的主要居民是塞爾維亞人。

## 外部連結
- Municipality of Lazarevac
- City of Lazarevac （页面存档备份，存于）
- City of Lazarevac official maps